# Tour d'Espagne 1955
La 10e édition du Tour d'Espagne s'est déroulée entre le 23 avril et le 8 mai 1955. Il se composait de 15 étapes pour un total de 3 566 kilomètres. Il a été remporté par le Français Jean Dotto. Fiorenzo Magni a remporté le classement par points et Giuseppe Buratti le classement de la montagne.
La Vuelta n'avait plus été disputée depuis 1950. Il s'agit de la première victoire d'un Français sur cette épreuve.

## Équipes participantes
- Espagne A
- Espagne B
- Allemagne
- Benelux
- France
- Angleterre
- Italie A
- Italie B
- Suisse
- Sud-Est
- Baléares
- Castille
- Catalogne
- Catalogne-Aragón
- Galicie-Asturies-León-Valladolid
- Guipuzcoa-Navarre
- Levante
- Vizcaya

## Classement général
| \| 1 \| Jean Dotto \| France \| en \| 81 h 04 min 02 s \| \| 2 \| Antonio Jiménez Quiles \| Espagne \| + \| 3 min 06 s \| \| 3 \| Raphaël Géminiani \| France \| \| 5 min 05 s \| \| 4 \| Jesús Loroño \| Espagne \| \| 5 min 52 s \| \| 5 \| Vicente Iturat \| Espagne \| \| 6 min 24 s \| \| 6 \| Gabriel Company \| Espagne \| \| 6 min 30 s \| \| 7 \| José Serra Gil \| Espagne \| \| 7 min 31 s \| \| 8 \| Giuseppe Buratti \| Italie \| \| 8 min 42 s \| \| 9 \| Cosme Barrutia \| Espagne \| \| 9 min 37 s \| \| 10 \| Georges Gay \| France \| \| 9 min 44 s \| |                        |         |    |                  |
| 1 | Jean Dotto             | France  | en | 81 h 04 min 02 s |
| 2 | Antonio Jiménez Quiles | Espagne | +  | 3 min 06 s       |
| 3 | Raphaël Géminiani      | France  |    | 5 min 05 s       |
| 4 | Jesús Loroño           | Espagne |    | 5 min 52 s       |
| 5 | Vicente Iturat         | Espagne |    | 6 min 24 s       |
| 6 | Gabriel Company        | Espagne |    | 6 min 30 s       |
| 7 | José Serra Gil         | Espagne |    | 7 min 31 s       |
| 8 | Giuseppe Buratti       | Italie  |    | 8 min 42 s       |
| 9 | Cosme Barrutia         | Espagne |    | 9 min 37 s       |
| 10 | Georges Gay            | France  |    | 9 min 44 s       |

## Étapes
| N°  | Date     | Villes étapes             | km        | Vainqueur d'étape | Leader du général |
| 1re | 23 avril | Bilbao - Saint-Sébastien  | 240       | Gilbert Bauvin    | Gilbert Bauvin    |
| 2e  | 24 avril | Saint-Sébastien - Bayonne | 211       | Gilbert Bauvin    | Gilbert Bauvin    |
| 3e  | 25 avril | Bayonne - Pampelune       | 157       | Antonio Gelabert  | Jesús Loroño      |
| 4e  | 26 avril | Pampelune - Saragosse     | 229       | Jesús Galdeano    | Jesús Loroño      |
| 5e  | 27 avril | Saragosse - Lérida        | 195       | Gabriel Company   | Raphaël Géminiani |
| 6e  | 28 avril | Lérida - Barcelone        | 230       | Pierino Baffi     | Raphaël Géminiani |
| 7e  | 30 avril | Barcelone - Barcelone     | 29 (CLM)  | Fiorenzo Magni    | Raphaël Géminiani |
| 8e  | 1er mai  | Barcelone - Tortosa       | 213       | Vicente Iturat    | René Marigil      |
| 9e  | 2 mai    | Tortosa - Valence         | 190       | Pierino Baffi     | René Marigil      |
| 10e | 3 mai    | Valence - Cuenca          | 222       | Antonio Uliana    | Jean Dotto        |
| 11e | 4 mai    | Cuenca - Madrid           | 168       | Donato Piazza     | Jean Dotto        |
| 12e | 5 mai    | Madrid - Madrid           | 15 (CLME) | Italie A          | Jean Dotto        |
| 13e | 6 mai    | Madrid - Valladolid       | 222       | Fiorenzo Magni    | Jean Dotto        |
| 14e | 7 mai    | Valladolid - Bilbao       | 308       | Donato Piazza     | Jean Dotto        |
| 15e | 8 mai    | Bilbao - Bilbao           | 147       | Fiorenzo Magni    | Jean Dotto        |

## Équipes engagées
| - Espagne - Iles Baléares - Espagne B - Castille - Allemagne - Catalogne - / Benelux - Catalogne-Ragon - Sud-Est (France) | - Angleterre - Guipuscoa-Navarre - Italie A - Levant - Suisse - Biscaye - Italie B - France - Galice-Asturies-León-Valladolid |

## Liste des coureurs
| ESPAGNE A | ESPAGNE B | ALLEMAGNE |
| - 1 Federico Bahamontes (Esp) - 2 Salvador Botella (Esp) - 3 Jesús Loroño (Esp) - 4 Francisco Masip (Esp) - 5 Miguel Poblet (Esp) - 6 Bernardo Ruiz (Esp)                    | - 7 Francisco Alomar (Esp) - 8 Emilio Rodríguez (Esp) - 9 José Gómez del Moral (Esp) - 10 Manuel Rodríguez (Esp) - 11 Andrés Trobat (Esp) - 12 José Escolano (Esp)                   | - 13 Edi Gieseler (de) (All) - 14 Günther Otte (All) - 15 Matthias Pfannenmüller (All) np.1° - 16 Günther Pankoke (de) (All) - 17 Franz Reitz (All) - 18 Rudi Theissen (All) np.1° |
| BENELUX | FRANCE | ANGLETERRE |
| - 19 Arsène Bauwens (Bel) - 20 Alfred Kain (Aut) - 21 Théo Brunswyck (Bel) - 22 Jan Nolten (Hol) - 23 Kurt Schneider (Aut) - 24 Roger Wyckstandt (Bel)                       | - 25 Gilbert Bauvin (Fra) - 26 Louis Bergaud (Fra) - 27 Jean Dotto (Fra) - 28 Raphaël Géminiani (Fra) - 29 Nello Lauredi (Fra) - 30 Raoul Remy (Fra)                                 | - 31 Ian Browne (Gbr) - 32 Joe Christison (Gbr) - 33 Ken Mitchell (en) (Gbr) - 34 John Pottier (Gbr) - 35 Leslie Scales (Gbr) - 36 Ian Steel (Gbr)                                 |
| ITALIE A | SUISSE | ITALIE B |
| - 37 Pierino Baffi (Ita) - 38 Mario Baroni (Ita) - 39 Silvio Pedroni (Ita) - 40 Fiorenzo Magni (Ita) - 41 Alfredo Martini (Ita) - 42 Donato Piazza (Ita)                     | - 43 Marcel Huber (Sui) - 44 Max Meier (Sui) - 45 Ernst Rudolf (Sui) - 46 Armin Russenberger (de) (Sui) - 47 Eugen Schlegel (Sui) - 48 Oskar von Büren (Sui)                         | - 49 Antonio Uliana (Ita) - 50 Giuseppe Buratti (Ita) - 51 Franco Giacchero (Ita) - 52 Giuseppe Pintarelli (Ita) - 53 Bruno Landi (Ita) - 54 Gastone Nencini (Ita)                 |
| FRANCE SUD-EST | BALEARES | CASTILLE |
| - 55 Philippe Agut (Fra) - 56 Louis Caput (Fra) - 57 Jean-Louis Carle (Fra) - 58 Georges Gay (Fra) - 59 Apo Lazarides (Fra) - 60 Jacques Vivier (Fra)                        | - 61 Miguel Alarcón (Esp) - 62 Juan Bibiloni (Esp) - 63 Gabriel Company (Esp) - 64 Antonio Gelabert (Esp) - 65 Miguel Gual (Esp) - 66 Miguel Bover (Esp)                             | - 67 Victorio García (Esp) - 68 Fernando Manzaneque (Esp) - 69 José Herrero Berrendero (Esp) - 70 Juan José Gil (Esp) - 71 Raúl Motos (Esp) - 72 Amadeo Gil (Esp)                  |
| CATALOGNE | CATALOGNE-ARAGON | GALICE-ASTURIES-LEON-VALLADOLID |
| - 73 Jaime Calucho (Esp) - 74 Mariano Corrales (es) (Esp) - 75 Miguel Chacón (Esp) - 76 Vicente Iturat (Esp) - 77 Gabriel Saura (Esp) - 78 José Serra Gil (Esp)              | - 79 Juan Calucho (Esp) - 80 Ricardo Catalán (Esp) - 81 José Gascón (Esp) - 82 Joaquim Filba (Esp) - 83 José Mateo Gil (ca) (Esp) - 84 Antonio Jiménez Quiles (Esp)                  | - 85 Pedro San José (Esp) - 86 Senén Blanco Diez (Esp) - 87 Francisco Moreno (Esp) - 88 Domingo Pineiro (Esp) - 89 Julio San Emeterio (Esp) - 90 José Luis Labrador (Esp)          |
| GUIPUZCOA-NAVARRA | LEVANT | VIZCAYA |
| - 91 Ponciano Arbelaiz (Esp) - 92 Jesús Galdeano (Esp) - 93 Vicente Aramburu (Esp) - 94 Julián Salaverría (Esp) - 95 Hortensio Vidaurreta (Esp) - 96 Miguel Vidaurreta (Esp) | - 97 José Hernández (Esp) - 98 Salvador Jarque Esteban (ca) (Esp) - 99 René Marigil (Esp) - 100 José Pérez de la Heras (Esp) - 101 José Pérez Llacer (Esp) - 102 Vicente Pérez (Esp) | - 103 Cosme Barrutia (Esp) - 104 Óscar Elgezabal (Esp) - 105 Antonio Ferraz (Esp) - 106 José Antonio Landa (Esp) - 107 Carmelo Morales (Esp) - 108 Tomás Oñederra (Esp)            |